# 安德烈·菲利佩·里貝羅·德·索薩
安德烈·菲利佩·里贝罗·德·索萨（葡萄牙語：André Felipe Ribeiro de Souza；1990年9月27日—），通稱為安德烈（葡萄牙語：André），巴西職業足球員，司職翼鋒，現效力巴西足球甲級聯賽球會利斯菲。

## 俱樂部生涯
2009年升入一線隊的安德烈·菲利佩·里貝羅·德·索薩共為桑托斯出場52次。上賽季，安德烈出場10次只進2球，本賽季42場攻入26球，是隊內第二號射手，僅次於35場進27球的內馬爾。但在桑托斯的最後6場比賽，安德烈未進一球。

## 外部連結
- Soccerway資料庫：安德烈·菲利佩·里貝羅·德·索薩